# Sant Ismael de Gal·les
Sant Ismael de Gal·les, conegut també amb els noms d'Isfael i Ysmail, (Armòrica? segle vi - Dyfed, Gal·les, segle VI) va un religiós gal·lès d'origen bretó que arribà a ser bisbe de Rhos.
Es diu que també va ser príncep d'Armòrica, a l'actual Bretanya.
Era fill de Budig ap Cybydan, un nadiu de Cornouaille que arribà a ser entronitzat com a rei d'Armorica, i germà del màrtir Tyfei i del bisbe Eudoggwy de Llandaff. La seva mare podria haver-hi estat Arianwedd, filla de Sant Issel i germana de sant Teilo. A conseqüència de la seva ascendència règia, es va veure obligat a exiliar-se a Dyfed.
En l'actualitat, sant Ismael de Gal·les té dedicades dues esglésies parroquials a Pembrokeshire i Carmarthenshire. És també patró de Camrose, Rosemarket i Uzmaston. A banda, antigament era dita amb el nom de la cicatriu de sant Ismael una vall de la badia de Carmarthen.

## Galeria

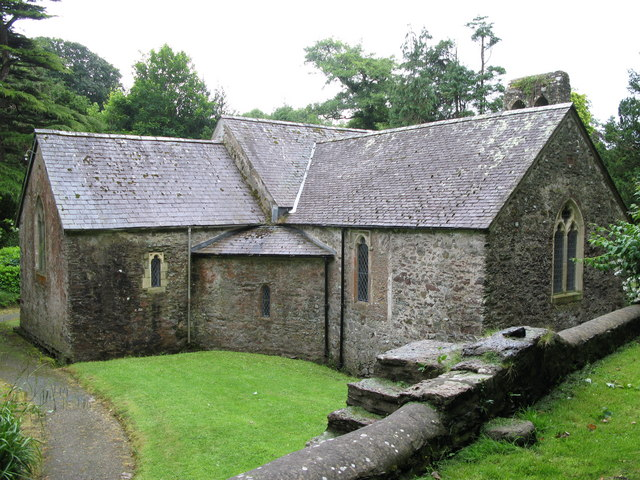
Església de sant Ismael, Pembrokeshire
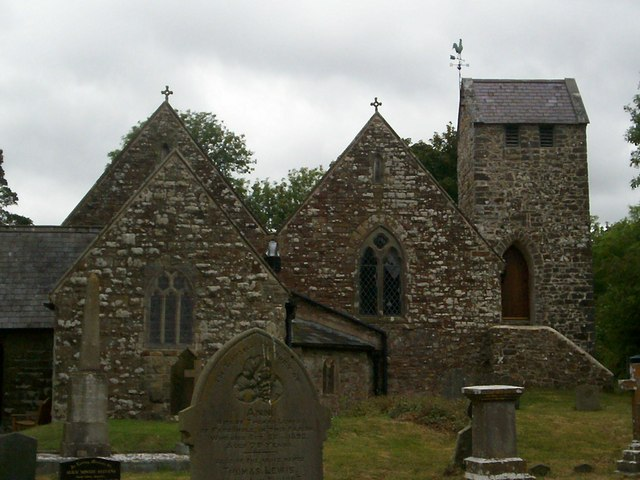
Església de sant Ismael, Uzmaston.
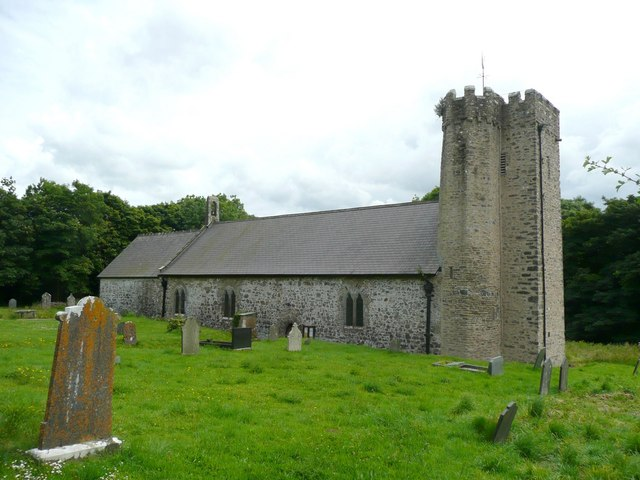
Església de sant Ismael, Camrose